# Macrosiphum pseudocoryli
Macrosiphum pseudocoryli är en insektsart som beskrevs av Patch 1919. Macrosiphum pseudocoryli ingår i släktet Macrosiphum och familjen långrörsbladlöss. Inga underarter finns listade i Catalogue of Life.